# 川越壮介

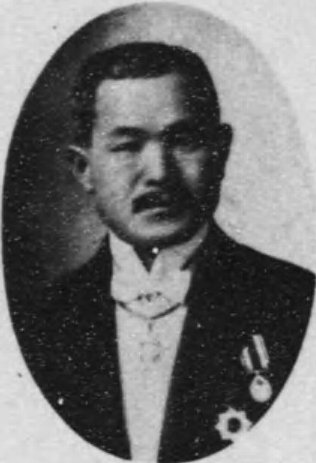
川越壮介

川越 壮介（かわごえ そうすけ、1876年（明治9年）2月6日 - 1954年（昭和29年）3月10日）は、日本の内務官僚。鹿児島県出身。

## 経歴
川越重常の二男として生まれる。鹿児島高等中学造士館予科、第五高等学校を経て、1902年（明治35年）、東京帝国大学法科大学法律学科（英法）を卒業。同年11月、文官高等試験行政科試験に合格。内務省に入り神奈川県属となる。岩手県事務官、鳥取県事務官・警察部長、香川県事務官・警察部長、奈良県事務官・内務部長、徳島県・長野県・福岡県の各内務部長などを歴任。
1919年（大正8年）4月より沖縄県知事を務め、1921年（大正10年）5月から1924年（大正13年）6月まで徳島県知事を務めた。1926年（大正15年）6月23日、休職満期となり退官した。
その後、1927年（昭和2年）12月から1935年（昭和10年）2月まで宮崎県で宮崎市長を務めた。